# L'effetto anomalia
L'effetto anomalia è un romanzo di David Brin, scritto nel 1984, pubblicato in Italia nel 1992 da Arnoldo Mondadori Editore su Urania 1184.

## Trama
I mondi dell'Anomalia sono universi paralleli e le leggi della fisica subiscono cambiamenti imprevedibili. La prima persona che ha avuto l'opportunità di visitarli è stato il geofisico Dennis Nuel, grazie allo Zievatronic, congegno che permette di passare dal nostro universo a un altro universo parallelo. La differenza tra il nostro mondo e il mondo appena scoperto è solo una, ma è fondamentale.
Il protagonista decide di scoprire il vero segreto di questo mondo e per farlo non si ferma di fronte a niente e nessuno.